# Pogănești, Hîncești
Pogănești este satul de reședință al comunei cu același nume  din raionul Hîncești, Republica Moldova.

## Geografie
Satul Pogănești este situat pe prima și a doua terasă a părții stângi a văii râului Prut, la granița dintre podișul Moldovei Centrale și câmpia Moldovei de Sud. Este învecinat cu satele Cioara la nord, Mingir la nord și nord-est, Voinescu la est și sud-est (toate trei din raionul Hâncești) și cu Sărata-Răzeși la sud (raionul Leova). La vest, peste râul Prut este amplasat satul Pogănești din comuna Stănilești, județul Vaslui, România.
Satul se află la 60 km de centrul raional Hîncești și 100 km depărtare de capitala Chișinău. Este conectat la rețeaua rutieră prin drumul petruit Pogănești–Leușeni. Cea mai apropiată stație de cale ferată este stația Iargara din raionul Leova, care se află la o distanță de aproximativ 50 km.
Suprafața satului Pogănești constituie 2.041 ha, dintre care 1267,56 ha sunt terenuri agricole  (arabile 1267,63 ha, multianuale 191,93 ha).

## Etimologie
Există mai multe versiuni ale provenienței numelui Pogănești. Conform uneia dintre ele, denumirea provine de la numele întemeietorului satului, cu toate că diferite izvoare indică diferiți întemeietori. Astfel, întemeietor ar fi fost un oarecare Pogan, iar denumirea ar putea proveni de la numele boierului Pogănescu.
Se mai presupune că denumirea provine de la unitatea de măsură „pogon” (o jumătate de hectar, care putea fi arată cu boii în decurs de o singură zi). Această versiune ar putea contribui și la etimologia altor localități numite Pogănești.
O a treia versiune invocă cuvântul grec „pogon”, tradus ca „barbă”. În această privință, se presupune că pe malul Prutului lângă Pogănești se afla un debarcader de unde bărcile (șalupele) grecești se încărcau cu cereale. În cimitirul satului se găsește mormântul unui marinar grec decedat în anul 1895.
Ultima versiune aparține lui A. Eremia: „Pogănești este un derivat toponimic cu sufixul «-ești» din antroponimul Pogan. Să se compare cu alte două sate din Moldova a căror etimologie, după cum mărturisesc documentele, sunt antroponimele Pogan și Pogănel. Pogănești pe Tutova, unde a fost casa bătrânului Nicoară Pogan, și Pogonești pe Bârlad, satul nepoților lui Pogănel”.

## Istorie

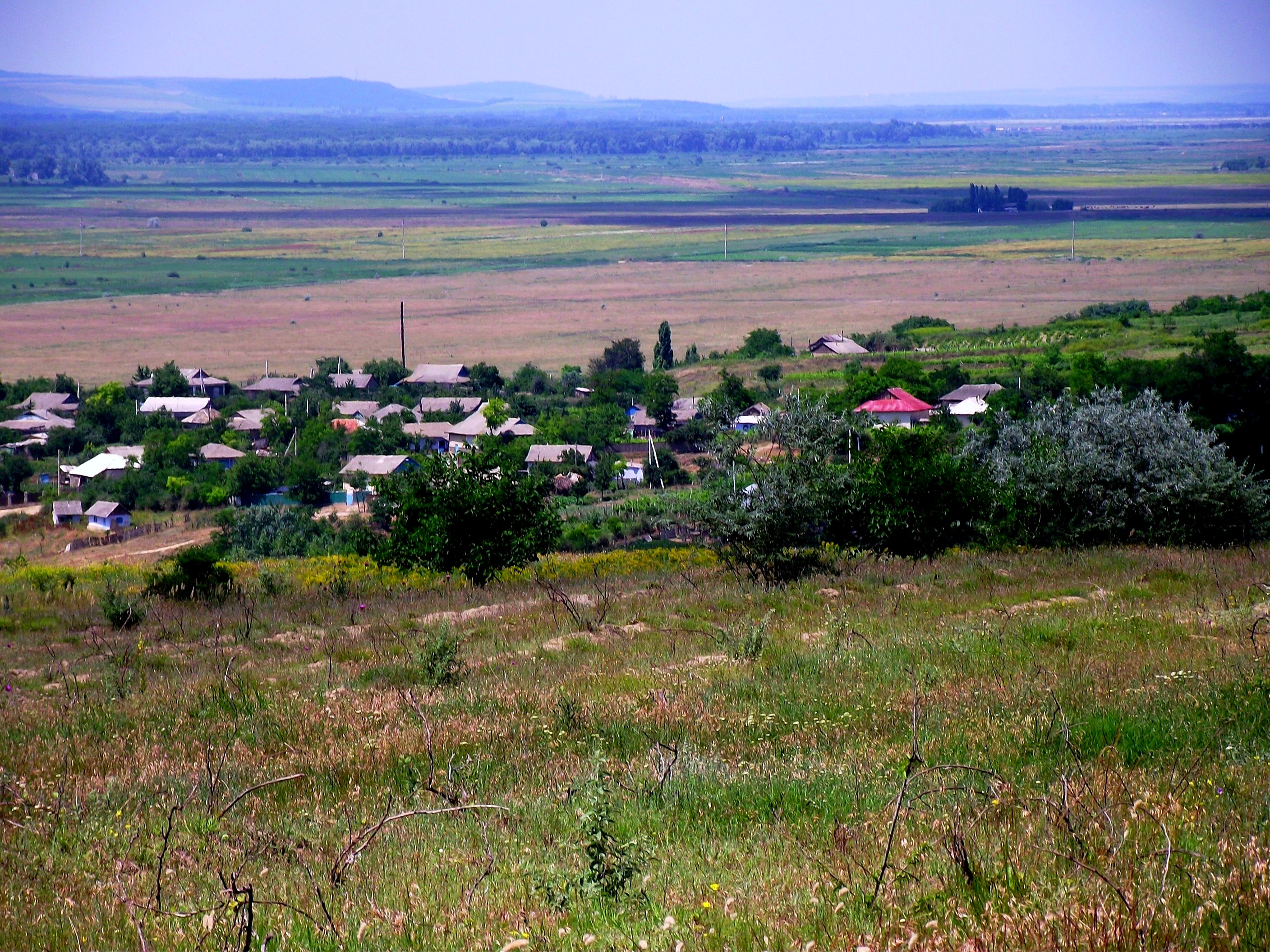

### Întemeiere și colonizare
Anul întemeierii nu se cunoaște cu precizie.
Conform mărturiile orale ale bătrânilor satului, inițial vatra satului Pogănești se afla pe unul din grindurile mai înalte ale șesului Prutului, dar „…conform legendei, o inundație catastrofală pe la 1560 a determinat locuitorii satului să se retragă pe înălțimile din dreapta și stânga Văii râului Prut”. Astfel cele două sate de pe ambele maluri poartă același nume[judecată de valoare].
Prima atestare datează din 5 decembrie 1625. În 1801, a fost edificată o biserică de piatră cu hramul „Adormirea Maicii Domnului”. Conform aceleiași surse, satul Pogănești a fost întemeiat de proprietara moșiei Maria De Roma din coloniștii aduși de ea pentru lucrări, însă în afară de aceasta aici  mai existau și alți săteni așezați în localitate de pe la sfârșitul secolului al XVIII-lea.

### Imperiul Rus
Până la 1812, când Imperiul Rus a anexat Basarabia, formând o nouă gubernie, între satele de pe cele două maluri practic nu erau hotare. Se făceau căsătorii între localnici din ambele sate. Relațiile de rudenie erau strânse și s-au reînviorat după anul 1990.
Oștirile ruse au fost dislocate pe întreg teritoriul Basarabiei. În satul Pogănești și în satele vecine la 1821 a fost dislocată compania de mușchetari a regimentului Kamceatka, sub comanda căpitanului Briuhanov, care lua de la pogăneșteni fără plată cai și produse alimentare. Dacă țăranii refuzau să dea căpitanului recipisă precum că a plătit bani pentru produse, în sat era adusă toată compania și în fiecare casă erau cazați câte 6-7 soldați. Locuitorii mai trebuiau să îi aducă câte patru căruțe cu iarbă.
Țăranii din Pogănești au scris despre aceasta ispravnicului de zemstvă din Bender. La indicația lui I. N. Inzov s-a cercetat cazul, iar 10 țărani au fost puși sub jurământ să declare că ceea ce este scris în jalobă este adevărat. În rezultatul cercetării, generalul M. F. Orlov la impus pe căpitanul Briuhanov să satisfacă cerințele țăranilor pogăneșteni.
Satul Pogănești continua să se dezvolte și să se mărească. Zamfir Arbore, în dicționarul geografic al Basarabiei, menționa că la începutul anului 1904 la Pogănești erau 103 case și o populație de 792 de oameni cu 52 de cai și 287 de vite cornute mari, iar în 1922 erau 172 locuințe și 637 de locuitori, dintre care 309 bărbați și 328 femei, exista o școală primară mixtă, biserică ortodoxă, poștă rurală, primărie.
Datorită debarcaderului instalat pe malul Prutului, satul era un centru de depozitare a cerealelor. În partea de sus a satului, un comerciant evreu, pe nume Lupu, avea un depozit de cereale cu două nivele (nu s-a păstrat), unde în timpul iernii depozita cerealele cumpărate de la țăranii din Pogănești, Cărpineni, Horjești, Mingir, Voinescu ș.a. Toamna târziu la debarcader ancorau 2-3 barge (șlepuri), iar primăvara erau încărcate cu cereale și, când nivelul apei în Prut se ridica, își luau calea spre țările Europei de Sud.
În perioada 1812-1918, din cauza politicii de colonizare, din moșia pogăneșteană au fost rupte 4.000 desetine de pământ și date celor 49 de coloniști germani aduși în regiune, care au format colonia Marienfeld, numită colonia Regina Maria de către români, care se păstrează și astăzi sub forma unui cătun mic în valea râului Lăpușnița. Aceste pământuri nu au mai fost întoarse satului, chiar dacă în 1945 autoritățile sovietice au returnat 404 hectare de teren; restul suprafeței, prin decizia autorităților supreme, a fost împărțit între satele Mingir, Voinescu, Cioara și Cărpineni.

### Uniunea Sovietică
În 1940, au fost deportați definitiv din motive politice Costea Portomeanu și Ion Pătrașcu, ambii gospodari de frunte ai satului.
În perioada celui de-al doilea război mondial, în sat a fost dislocată o companie germană de infanterie. Operațiunea Iași-Chișinău s-a încheiat în partea sudică a satului în pădurea Bizinic și pe șesul Prutului, șesul devenind, în consecință, plin de cadavre ale soldaților în special germani. Cadavrele soldaților sovietici au fost duse în mormintele comune din Cărpineni, Călmățui și Mingir.
Foametea din 1946-1947 a redus simțitor numărul locuitorilor satului Pogănești. După 1947 se începe procesul colectivizării. Ultimul care a întrat în colhoz a fost Sîrghi Huțu. În arhiva raionului Hîncești se păstrează procesul-verbal al adunării colhoznicilor din satul Pogănești din 1949 „privitor la „dinolicnicul Sîrghi Huțu”, prin hotărârea căreia cetățeanului Huțu i se interzice să-și pască vitele pe imașul satului.
În 1949, în „lista neagră” au fost incluși gospodarii satului Ionescu Mărioara, Oboroceanu Ion și Țenu Nicolae[judecată de valoare]. Ionescu era proprietara unei crâșme și a unui pod plutitor peste râul Prut, cunoscut ca „podul lui Ioneasca”, iar ultimii doi aveau turme cu câte aproximativ o sută de oi. Oboroceanu Ion nu a fost deportat, Țenu Nicolae a fost deportat în Siberia (de unde s-a întors în 1957), iar Ionescu Mărioara a mințit că atât podul, cât și crâșma aparțin cumătrului său de pe malul opus, Ștefan Bălan. Alți gospodari care aveau o anumită activitate economică erau legumicultorii Mitiu Mihu, Simion Mihu, Nicu Brănici, Andrei Munteanu, Marin Țacu și Gheorghe Cazacu și pescarii Ion Mitan și Matei Turculeț.
Primul colhoz a fost organizat în anul 1949, cu numele „V. Ceapaev”, sub conducerea lui Alexandru Ivanovici Gudov, muncitor care a imigrat din Rusia. În 1953, colhozul din Pogănești a fost comasat cu colhozul „Molodaia Gvardia” din Cioara, noua gospodărie agricolă numindu-se „A. Jdanov”. Aceasta a funcționat până în 1981, când în sat s-a format IAS „Pruteni”, condusă de agronomul Ion Negru. Această gospodărie făcea parte din lanțul de gospodării de sub egida asociației „Moldvinprom” din Hîncești.
Odată cu înființarea colhozului, în Pogănești a fost fondată și primăria, care a fost desființată în 1957, satul devenind subiect al comunei Cioara. La 16 august 1981, primăria Pogănești este reactivată și activează până în 1999, când în Republica Moldova are loc reforma administrativă și satul a revenit în comuna Cioara. La următoarea reformă administrativă, în 2003, primăria Pogănești este iarăși reactivată. În prezent, comuna Pogănești este compusă din două sate: Pogănești și Marchet.
În 1964 parohul bisericii din sat, Titu, a murit, iar în locul lui a fost numit alt preot, care a fost nevoit să părăsească satul fiind învinuit că ar fi comunist[judecată de valoare]. Ca reacție, autoritățile au închis biserica. Lăcașul totuși a fost conservat și a fost redeschis în 1991 de preotul Tudor Lupanciuc.
După instalarea puterii sovietice în 1944, cetățenii satului mai aveau dreptul de a lua apă din râul Prut, iar sâmbăta și duminica li se permitea să se scalde în râu într-un loc anumit numit „la vad”, care se afla în apropierea pichetului de grăniceri, astăzi clădirea gimnaziului din sat. Dreptul acesta le-a fost luat însă în 1960, când de-a lungul graniței au apărut primele sârme ghimpate. În 1984, de-a lungul Prutului a fost instalat un gard modern de sârmă ghimpată cu lacăte la porți și semnalizare; locuitorii satelor riverane râului Prut puteau ajunge pe malul Prutului numai cu pașaportul și prin porțile de grăniceri. În 1992, locuitorii Pogăneștiului au fost primii în regiune care au început demolarea acestui gard, lichidat complet de-a lungul moșiei Pogănești către 1994.

## Demografie
Creșterea naturală a populației este în scădere. La 1 ianuarie 2008, populația era de 1.700 de locuitori, inclusiv 804 bărbați și 896 de femei. 422 erau sub vârsta aptă de muncă (până la 16 ani), iar 212 erau pensionari.

### Structura etnică
Structura etnică a satului Pogănești conform recensământului populației din 2004:
| Grup etnic                                               | Populație | % Procentaj  |
| -------------------------------------------------------- | --------- | ------------ |
| Băștinași declarați Moldoveni Băștinași declarați Români | 1409 39   | 96,37% 2,67% |
| Ruși                                                     | 7         | 0,48%        |
| Ucraineni                                                | 5         | 0,34%        |
| Bulgari                                                  | 1         | 0,07%        |
| Alții                                                    | 1         | 0,07%        |
| Total                                                    | 1462      |              |

## Economie
În 1995, conducerea IAS „Pruteni” este preluată de agronomul Ion Horomneac, înlocuit în scurt timp de mecanicul Iurie Agachi. În același an, 78 de deținători de cote din Pogănești ies din componența întreprinderii și își formează gospodării țărănești particulare. În 1997 IAS „Pruteni” se desființează complet. Apar trei noi formațiuni agricole noi: SRL „Aligotram”, sub conducerea lui Iurie Agachi, CAP „MolvilaTURP”, sub conducerea agronomului Nicolae Suru, și CAP „Delnița”, în frunte cu Ion Negru (Munteanu). După doi ani de existență ultimele două se autodesființează, iar „Aligotram” mai supraviețuiește încă un an. Din acest an toți deținătorii de cote și-au format gospodării țărănești. În 2005, la Pogănești este creată stația de mașini și tractoare, în baza căreia se formează CAP „Marpogagro” în frunte cu agronomul Victor Horomneac. Către 2008, în sat activau întreprinderile agricole GȚ „JIA-Juc”, „IPA-Ionescu” și „DRIG-Munteanu” și agenților economici din domeniul comerțului I.I. „Agache-Mihail”, I.I. „Juc-Ala”, I.I. „Țenu-Tesla” și I.I. „Cîrjan-Tamara”.